# Kleinbahn Steinhelle–Medebach
| Kursbuchstrecke: | 174h (1934) 198b (1950) |                      |                 |
| Streckenlänge: | 36,4 km                 |                      |                 |
| Spurweite: | 750 mm (Schmalspur)     |                      |                 |
| Maximale Neigung: | 1:35 ‰                  |                      |                 |
| Streckengeschwindigkeit: | 20 km/h bzw. 24/40 km/h |                      |                 |
| |                         |                      |                 |
| \| \| 0,0 \| Steinhelle \| 352,5 m \| \| \| 3,4 \| Assinghausen \| 394,1 m \| \| \| 5,7 \| Wiemeringhausen \| 432,6 m \| \| \| 9,3 \| Niedersfeld Post \| 515,3 m \| \| \| 9,8 \| Niedersfeld Gbf \| Niedersfeld Gbf \| \| \| 12,5 \| Grönebach-Hildfeld \| 579,0 m \| \| \| 16,7 \| Küstelberg \| 662,5 m \| \| \| 19,66 \| obere Spitzkehre \| 593,0 m \| \| \| 21,12 \| untere Spitzkehre \| 566,0 m \| \| \| 22,9 \| Wissinghausen \| 521,0 m \| \| \| 24,3 \| Deifeld \| 492,0 m \| \| \| 26,5 \| Referinghausen \| 441,8 m \| \| \| 28,0 \| Düdinghausen \| Düdinghausen \| \| \| 29,5 \| Oberschledorn \| 407,5 m \| \| \| 33,4 \| Langeln \| 450,0 m \| \| \| 36,3 \| Medebach (Sauerland) \| 410,0 m \| |                         |                      |                 |
| Kopfbahnhof Streckenanfang (Strecke außer Betrieb) | 0,0                     | Steinhelle           | 352,5 m         |
| Bahnhof (Strecke außer Betrieb) | 3,4                     | Assinghausen         | 394,1 m         |
| Bahnhof (Strecke außer Betrieb) | 5,7                     | Wiemeringhausen      | 432,6 m         |
| Haltepunkt / Haltestelle (Strecke außer Betrieb) | 9,3                     | Niedersfeld Post     | 515,3 m         |
| Dienststation / Betriebs- oder Güterbahnhof (Strecke außer Betrieb) | 9,8                     | Niedersfeld Gbf      | Niedersfeld Gbf |
| Bahnhof (Strecke außer Betrieb) | 12,5                    | Grönebach-Hildfeld   | 579,0 m         |
| Bahnhof (Strecke außer Betrieb) | 16,7                    | Küstelberg           | 662,5 m         |
| | 19,66                   | obere Spitzkehre     | 593,0 m         |
| | 21,12                   | untere Spitzkehre    | 566,0 m         |
| Haltepunkt / Haltestelle (Strecke außer Betrieb) | 22,9                    | Wissinghausen        | 521,0 m         |
| Bahnhof (Strecke außer Betrieb) | 24,3                    | Deifeld              | 492,0 m         |
| Bahnhof (Strecke außer Betrieb) | 26,5                    | Referinghausen       | 441,8 m         |
| Haltepunkt / Haltestelle (Strecke außer Betrieb) | 28,0                    | Düdinghausen         | Düdinghausen    |
| Bahnhof (Strecke außer Betrieb) | 29,5                    | Oberschledorn        | 407,5 m         |
| Haltepunkt / Haltestelle (Strecke außer Betrieb) | 33,4                    | Langeln              | 450,0 m         |
| Kopfbahnhof Streckenende (Strecke außer Betrieb) | 36,3                    | Medebach (Sauerland) | 410,0 m         |

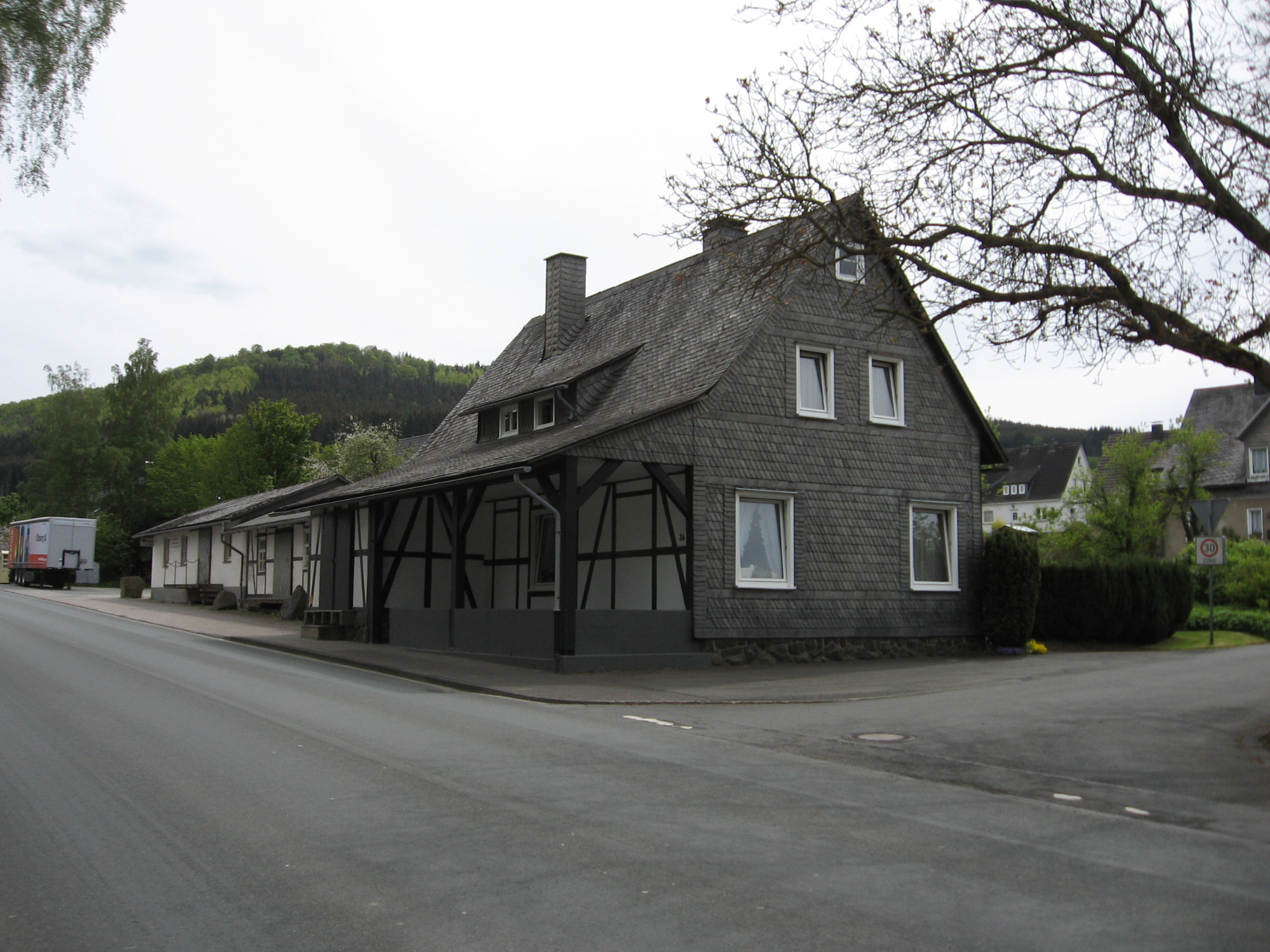
Ehemaliger Bahnhof Olsberg-Wiemeringhausen an der Kleinbahn von Nordosten an der B 480

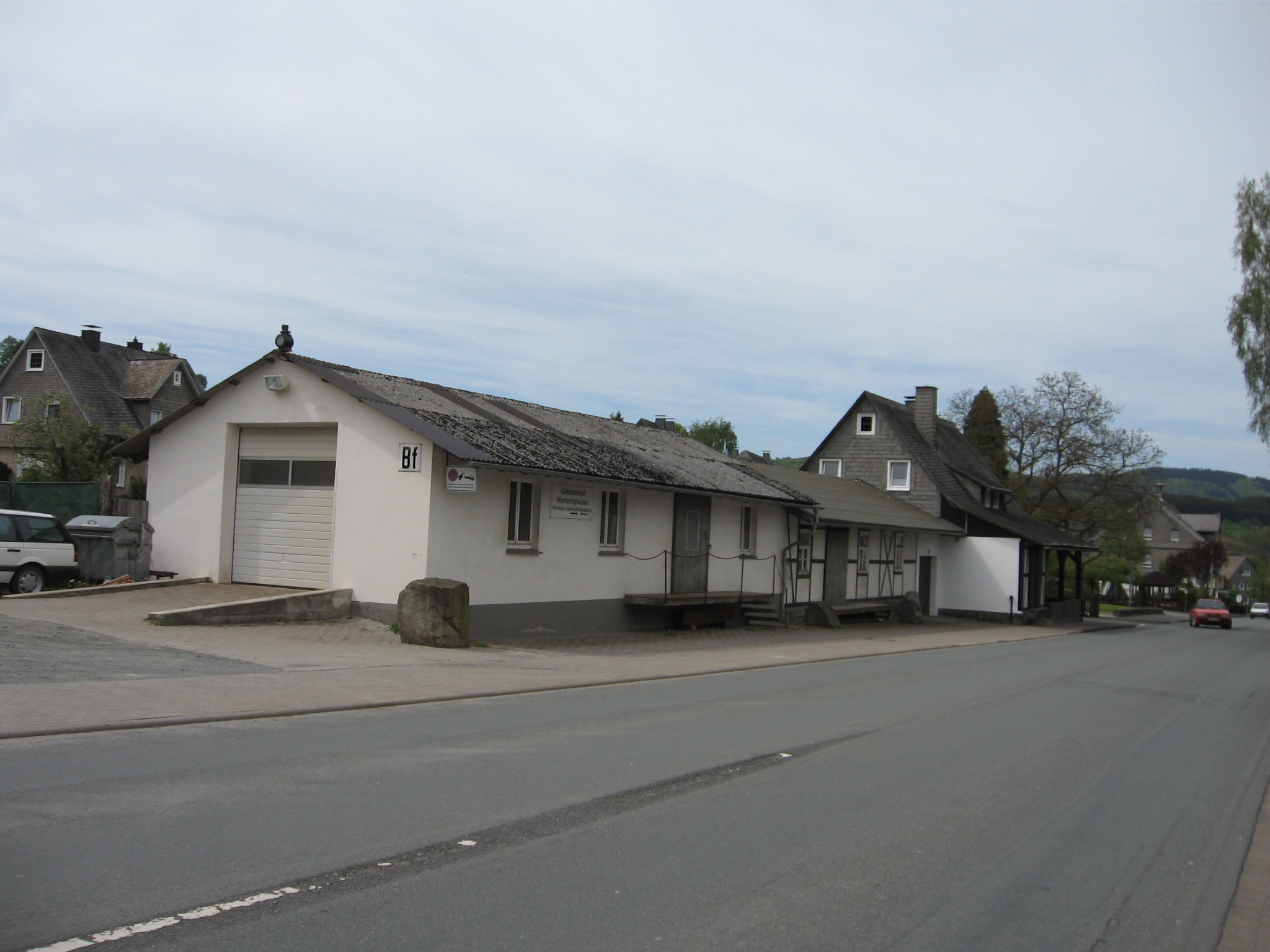
Bahnhof Wiemeringhausen von Südosten

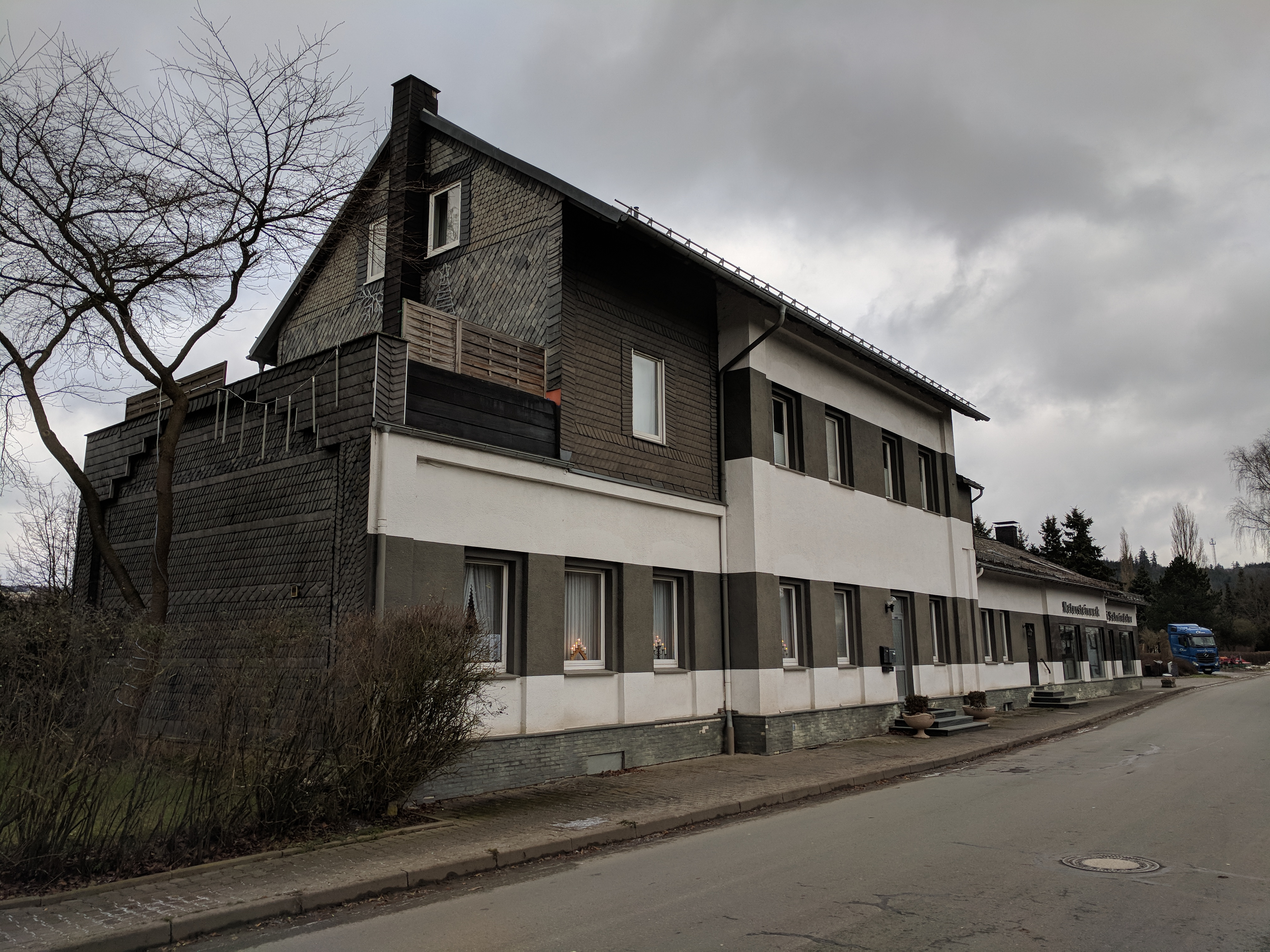
Ehemaliges Bahnhofsgebäude Medebach im Jahr 2017

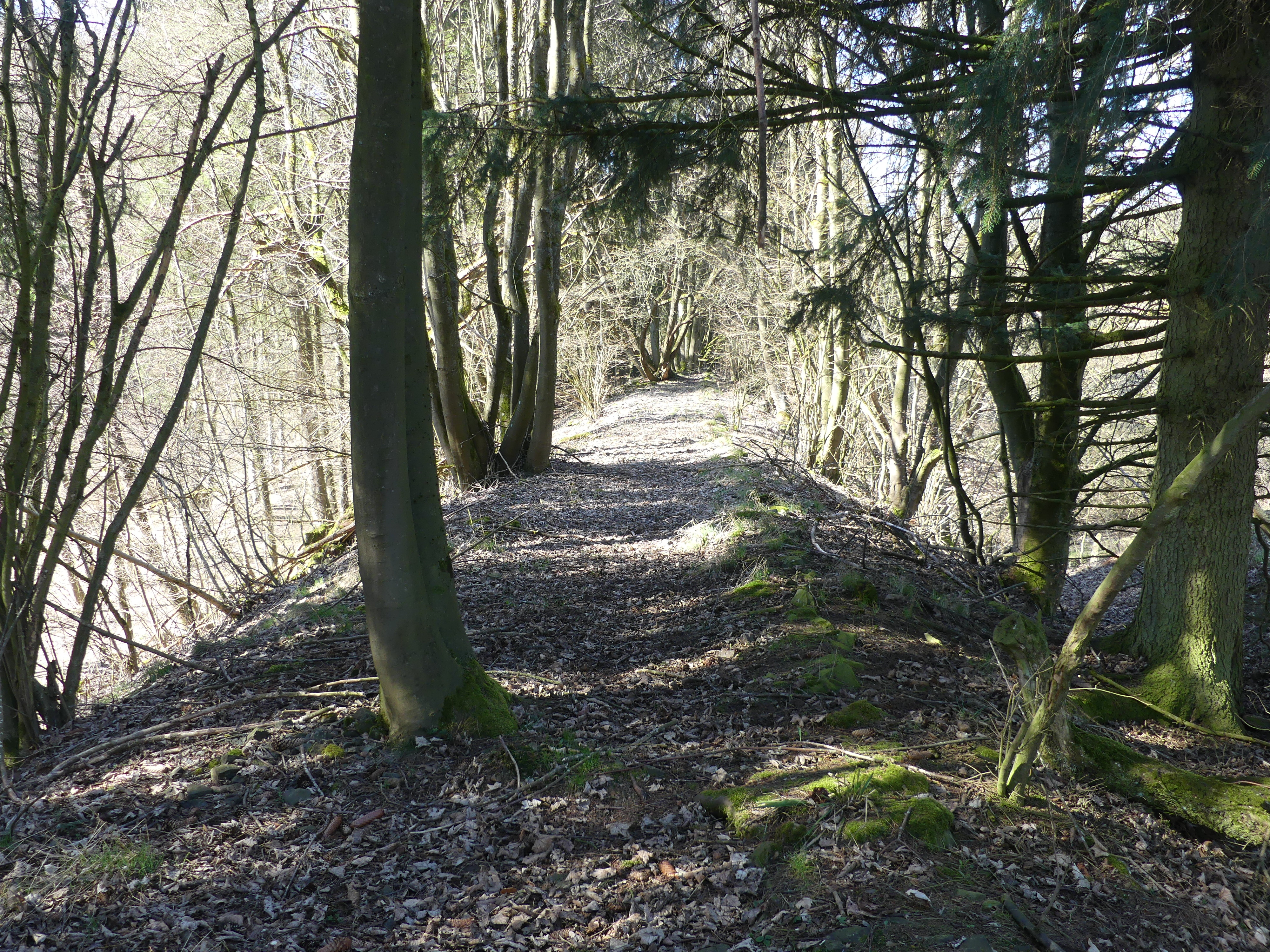
Heute ein Wanderweg: Die alte Trasse der Kleinbahn; hier zwischen der Unteren Spitzkehre und der Oberen Spitzkehre.

Die Kleinbahn Steinhelle-Medebach GmbH betrieb eine 750-mm-Schmalspurbahn im heutigen Hochsauerlandkreis. An der Gesellschaft waren der preußische Staat bzw. nach 1945 das Land Nordrhein-Westfalen, ferner der Provinzialverband Westfalen, der sich später Landschaftsverband Westfalen-Lippe nannte, und der frühere Landkreis Brilon beteiligt.
Die 36 km lange steigungsreiche Strecke führte vom Bahnhof Steinhelle an der Bahnstrecke Nuttlar–Frankenberg zur Kleinstadt Medebach an der Grenze zum ehemaligen Land Waldeck. Bemerkenswert war die in Mitteleuropa im Personenverkehr einmalige doppelte Spitzkehre zwischen Küstelberg und Wissinghausen, bei km 18 und km 23.

## Geschichte

### Planung und Bau

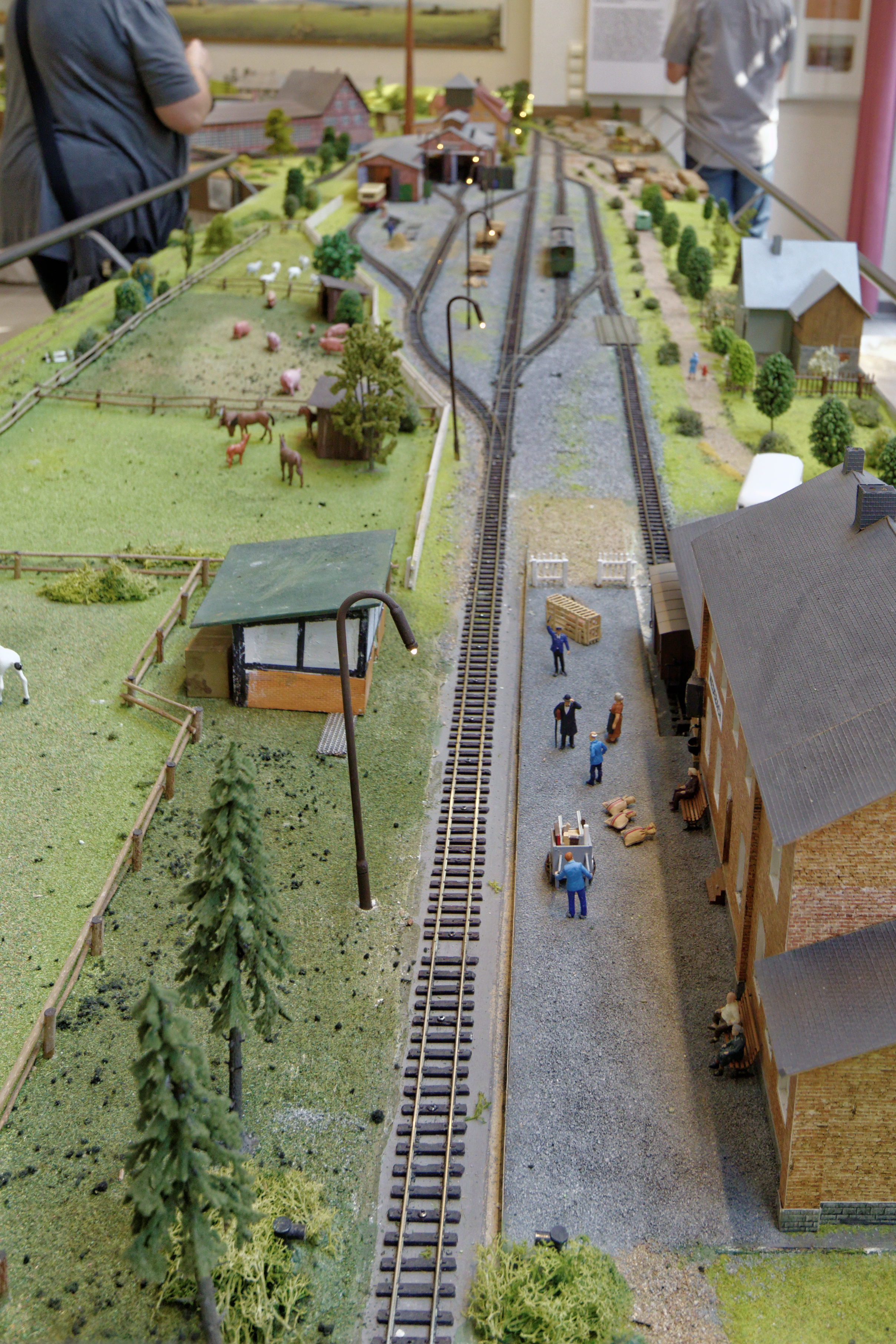
Modell Museum Medebach

In der Kleinstadt Medebach stellte man bereits um 1870 erste Überlegungen über einen Bahnanschluss an die zur damaligen Zeit im Bau befindliche obere Ruhrtalbahn an. Im Jahre 1880 bildete sich ein Eisenbahnkomitee, das sich in den Folgejahren mit diesem Vorschlag beschäftigte. Bedeutende Fortschritte konnten trotz aller Bemühungen jedoch nicht erzielt werden. Ungefähr 20 Jahre später, als der Bau einer Eisenbahn durch das Negertal nach Winterberg in die entscheidende Phase getreten war, nahm auch das Projekt einer Eisenbahn nach Medebach konkrete Formen an. Durch die schwierigen Geländeverhältnisse des östlichen Sauerlandes war mit einer kurven- und steigungsreichen und damit teuren Trassenführung zu rechnen. Einige Jahre zuvor hatte man noch überlegt, dass eine Normalspurstrecke – möglicherweise als Hauptbahn – den Anschluss an das Eisenbahnnetz vermitteln würde, diese Pläne wurden allerdings aufgrund der zu hohen Kosten wieder verworfen. Man entschied sich letztendlich für eine Schmalspurbahn, allerdings sorgte die Frage nach der Spurweite immer noch für viele Diskussionen.
Ein erster Bauentwurf sah eine vom Staatsbahnhof Steinhelle der damals projektierten Nebenbahn Nuttlar – Winterberg ausgehende meterspurige Kleinbahn über Niedersfeld, Küstelberg und Oberschledorn nach Medebach vor. Die dafür ermittelten Baukosten betrugen etwa 40 000 Mark je Kilometer. Die Direktion der Westfälischen Landes-Eisenbahn (WLE), mit Planung und Bau der zukünftigen Kleinbahn betraut, untersuchte daraufhin weitere Einsparungsmöglichkeiten der Baukosten. Unter anderem wurde jetzt eine Spurweite von 750 mm vorgeschlagen, um die Trassenführung besser an das gebirgige Gelände anpassen zu können. Ausschlaggebend für die Wahl dieser Spurweite war ein Gutachten des WLE-Betriebsdirektors Schönfeld vom 23. Juli 1898, in dem es hieß, dass der Bau pro Kilometer nur noch etwa 30 000 Mark kosten würde. Darauf wurde endgültig die Spurweite auf 750 mm festgelegt und es wurde der genaue Verlauf der Strecke diskutiert. Dass der Ausgangspunkt Steinhelle sein würde und die Strecke weiter nach Küstelberg führen würde, stand aufgrund der topografischen Verhältnissen weitgehend fest. Für den Abschnitt Küstelberg – Medebach gab es einige Vorschläge, man entschied sich am Ende für die Trassenführung von Küstelberg nach Oberschledorn und von dort aus in südliche Richtung nach Medebach.
Am 27. Juli 1900 veröffentlichte die Königliche Eisenbahn-Direktion Kassel als zuständige Aufsichtsbehörde einen Vertragsentwurf, in dem unter anderem die genaue Finanzierung des Projekts geregelt war. Demzufolge waren der Staat Preußen, der Provinzialverband Westfalen und der Kreis Brilon zu gleichen Teilen an der mit 1 200 000 Millionen Mark ausgestatteten Gesellschaft beteiligt.
Am 5. Oktober 1901 wurde die erforderliche Bau- und Betriebskonzession durch das preußische Ministerium der öffentlichen Arbeiten für die Kleinbahn Steinhelle – Medebach G.m.b.H. erteilt. Damit stand dem baldigen Baubeginn fast nichts mehr im Wege. Lediglich wollten einige Grundstückseigentümer ihr Land nicht hergeben und wenn, nur zu absurd hohen Preisen. Nach einigen Verhandlungen begann der Bau der Kleinbahn. Für die Erdarbeiten hatte man viele Kroaten und Italiener in das östliche Sauerland geholt, um für ein geringes Entgelt harte Arbeiten zu verrichten. Der Bahnbau ging zügig voran, sodass im Januar 1902 die ersten Bauzüge nach Niedersfeld verkehren konnten. Am 1. Mai 1902 konnte, gezogen von einem Feurigen Elias, der Streckenabschnitt Steinhelle – Niedersfeld in Betrieb gehen, darauf folgten am 15. Juni 1902 die Abschnitte Niedersfeld – Küstelberg, am 21. Dezember 1902 bis Oberschledorn und Medebach wurde am 1. Mai 1903 erreicht.

### 1903–1939
Nach der Fertigstellung der Strecke wurden vier Dampflokomotiven von Henschel an die Kleinbahn geliefert, sie bewährten sich und verrichteten die nächsten 26 Jahre den Dienst auf der Kleinbahn. Um eine möglichst gute Bogenläufigkeit zu erreichen, wurde der gesamte Wagenpark, trotz hoher Beschaffungskosten, in vierachsiger Ausführung geliefert. Die Instandhaltung des gesamten Wagenparks oblag der Betriebswerkstatt in Medebach. Das Fahrplanangebot lag in den Anfangsjahren bei ungefähr vier Zugpaaren täglich.
Obwohl in der Konzessionsurkunde eine Höchstgeschwindigkeit von 30 km/h festgelegt war, verfügte die Königliche Eisenbahn-Direktion Kassel als oberste Aufsichtsbehörde kurz vor der Betriebsaufnahme eine Herabsetzung der maximal zulässigen Höchstgeschwindigkeit auf 20 km/h. Spätere Verhandlungen mit dem Preußischen Ministerium der öffentlichen Arbeiten brachten keine wesentlichen Fortschritte.

### 1940–1945
Mit Beginn des Zweiten Weltkriegs nahm der Bahnverkehr stark zu, da die Privat-LKWs der Wehrmacht übergeben werden mussten. Die planmäßigen Züge reichten für den Güterverkehr nicht mehr aus; so setzte die Kleinbahn zusätzliche Bedarfszüge ein. Wegen Waggonmangels der Reichsbahn, der im Laufe des Krieges immer größer wurde, kam es zum Warenstau im Bahnhof Steinhelle. Waren wurden deshalb in Dringlichkeitsstufen unterteilt. Trotzdem standen dort selbst Waren mit hoher Dringlichkeitsstufe bis zu vier Wochen, bis die Reichsbahn sie abtransportierte. Später, insbesondere nach Intensivierung der Luftangriffe auf das Ruhrgebiet, mussten zeitweise sämtliche Wagen der Kleinbahn eingesetzt werden, um Evakuierte aus dem Ruhrgebiet, mit ihrem Hab und Gut, zu ihren Evakuierungs-Orten entlang der Kleinbahn oder in Bahnhöfe in der Nähe zu bringen. Im Herbst 1944 fielen die ersten Bomben auf die Kleinbahnstrecke. Die Gleise wurden aber nicht direkt getroffen. Einmal mussten die Reisenden in Wiemeringhausen 100 m vor einem Blindgänger, der vier Meter neben den Gleisen lag, den Zug verlassen und 100 m nach diesem wieder einsteigen. Der Zug passierte nur mit dem Zugpersonal an Bord den Sprengkörper, welcher von Feuerwerkern entschärft wurde. Ab Anfang 1945 kam es immer wieder zu Tieffliegerangriffen auf Züge. An der kurvigen Strecke gelang es den alliierten Flugzeugen aber nur selten, die Züge zu treffen. Schließlich fuhr die Bahn nur noch in den Morgenstunden und am Abend mit Eintritt der Dämmerung. Morgens fuhr der Zug um fünf Uhr in Medebach ab und war um acht Uhr in Steinhelle. Der Zug wurde dort am Waldrand abgestellt und getarnt. Abends musste der Zug meistens zwei bis drei Stunden warten, da die Züge aus dem Ruhrgebiet große Verspätung hatten und die Ankunft dieser Züge abgewartet werden musste. Als am 20. März ein Munitionszug im Bahnhof Willingen nach einem Tieffliegerangriff explodierte, flogen Trümmer bis auf die Kleinbahngleise. Der Zug hatte deshalb vier Stunden Verspätung, da erst die Gleise kontrolliert werden mussten. Am 29. März wurde nach Ankunft des Frühzuges in Steinhelle bekannt, dass US-Panzer Hallenberg besetzt hatten. Der Zug fuhr am Nachmittag zurück nach Medebach. Da die Straße im Ruhrtal und die Bahnübergänge mit fliehenden Wehrmachts-Fahrzeugen verstopft waren, kam der Zug nur langsam voran. In Oberschledorn wurde gemeldet, dass US-Truppen bereits in Medebach seien. Mit einer weißen Fahne an der Lokomotive fuhr der Zug unbehelligt nach Medebach. Bei den Kämpfen um diesen Ort in den Ostertagen wurden zahlreiche Waggons beschädigt. Bei den Personenwagen waren die Scheiben zerstört, die meisten Wagen hatten Durchschüsse und Geschosssplitterschäden. Im Juni begannen Aufräumarbeiten an der Strecke. Anfang Juli 1945 konnte der Betrieb wieder aufgenommen werden.

## Nach 1945
Das Verkehrsaufkommen lag jährlich meist zwischen 20.000 t und 30.000 t Güter, insbesondere Bauholz für den Bergbau, und um die 100.000 Passagiere, nur in den Jahren des Zweiten Weltkriegs und den Jahren danach lag die Zahl der Fahrgäste erheblich darüber.
Der Gesamtverkehr wurde bald nach dem fünfzigjährigen Jubiläum, zu dem noch eine Festschrift erschienen war, am 23. Juni 1953 eingestellt und die Gleise anschließend abgebrochen.
Als Ersatz diente ein bahneigener Omnibusbetrieb, der ein Netz von Linien eingerichtet hatte. Dieser firmierte ab 5. Dezember 1963 als „Verkehrsbetriebe Kreis Brilon – Kleinbahn Steinhelle-Medebach GmbH“, obwohl es keinerlei Schienenverkehr mehr gab. Erst am 24. Januar 1979 wurde der Busbetrieb in den Regionalverkehr Ruhr-Lippe GmbH eingegliedert.
Entlang der gesamten Strecke sind einzelne Gebäude des Bahnbetriebs erhalten geblieben. Im Städtischen Museum Medebach lässt sich ein Modell der Kleinbahn besichtigen, dort sind auch einige originale Ausrüstungsgegenstände und zahlreiche Fotos ausgestellt.
Teils auf der, teils auch neben der früheren Bahntrasse verläuft heute der ausgeschilderte Kleinbahnwanderweg Steinhelle – Medebach.

## Spitzkehre
Zwischen Küstelberg und Wissinghausen waren auf 6,2 km 141 Höhenmeter zu überwinden. Dampfzüge brauchten für diese Strecke 25 Minuten, Triebwagen 14 Minuten.
Die beiden Spitzkehren waren eine betriebliche Besonderheit. Ein Umsetzen der Lok war in den Spitzkehren nicht möglich, so wurde der Zug geschoben, auf der vorderen Plattform stand der Zugführer und gab Signale, besonders an der Landstraße Küstelberg–Deifeld war das nötig.